# امریکن توریستر
امریکن توریستر یک شرکت آمریکایی تولید کننده و فروشنده انواع کیف و چمدان است که تحت مالکیت شرکت سامسونیت می‌باشد. 